# نورمان هانسن
نورمان هانسن (بالإنجليزية: Norman Hansen)‏ هو مهندس أمريكي، ولد في 8 يوليو 1924، وتوفي في 27 أكتوبر 2014.